# Rubus subcalvatus
Rubus subcalvatus är en rosväxtart som först beskrevs av K. Frid., och fick sitt nu gällande namn av Heinrich E. Weber. Rubus subcalvatus ingår i släktet rubusar, och familjen rosväxter. Inga underarter finns listade i Catalogue of Life.